# José María Obando
Pour les articles homonymes, voir Obando (homonymie).
José María Obando, né le 18 octobre 1795 à Corinto (Cauca) et mort le 9 janvier 1861 à El Rosal (Cundinamarca), est un militaire et un homme d'État Colombien qui fut président de la République de Nouvelle-Grenade du 1er avril 1853 au 17 avril 1854.
Fidèle du président Francisco de Paula Santander, il ne parvient pas à lui succéder. La décision du Congrès de supprimer les couvents mineurs de la région de Pasto provoque le 30 juin 1839 le soulèvement de la population très catholique de la région, avec le soutien des fédéralistes libéraux auxquels il sert de prétexte et du général Juan José Flores, dirigeant de l'Équateur voisin. C'est le début de la Guerre des Suprêmes. Le général Pedro Alcántara Herrán est nommé pour mater la rébellion et le 31 août 1839 à Buesaco il met en déroute la force principale des insurgés de Pasto. Obando, probable candidat du parti d'opposition aux prochaines élections présidentielles, devient après la mort de Santander, le principal chef de l'opposition. Il sort de Pasto et démarre une insurrection en juillet 1840. Celle-ci est matée par le gouvernement central.
Cette intervention extérieure provoque un soulèvement général. Les chefs rebelles prononcent la sécession de leurs provinces transformées en États souverains, se donnent le titre de « chefs suprêmes » (en espagnol : jefes supremos, d'où le nom de ce conflit), et déclarent qu'ils ne réintégreront la Nouvelle-Grenade que lorsque celle-ci sera devenue une fédération. Toutefois les insurgés libéraux ne peuvent parvenir à s'unir politiquement et militairement ce qui conduit à la déroute de José María Obando, leur unique leader ayant assez de prestige pour briguer la présidence. Ils ressortent donc de ce conflit passablement affaiblis. Le président José Ignacio de Márquez termine son mandat de manière pacifique. 
Obando ne parvient pas à se faire élire aux élections présidentielles successives, ce n'est qu'en 1853 qu'il remporte l'élection présidentielle sous l'étiquette du parti libéral. Sixième président de la Nouvelle-Grenade, il est victime d'un coup d'État en avril 1854 ce qui met fin à son mandat et à sa carrière politique.

## Avènement de la République de Nouvelle-Grenade
Dès 1830, le nouveau pays est en butte aux prétentions de son voisin du sud, la nouvelle république d'Équateur, qui considère que les provinces qui appartenaient autrefois à la Real audiencia de Quito (Pasto, Popayán et Buenaventura) sont sous sa juridiction. La Nouvelle-Grenade, pour sa part, s'en tient au redécoupage de la Grande Colombie effectué en 1824 et considère ces provinces comme siennes car faisant partie de l'ancien District de Nouvelle-Grenade. La crise diplomatique débouche sur un affrontement armé entre le 7 février et le 8 décembre 1832 qui voit la victoire de la Nouvelle-Grenade. Malgré la signature d'un traité, les tensions diplomatiques entre les deux pays continueront jusqu'à la signature en 1916 du traité Muñoz Vernaza-Suárez, qui fixe définitivement la frontière commune.

## Candidat à la présidence
Pendant ce temps, le 20 octobre 1831 la convention Grenadine fait officiellement de la Nouvelle-Grenade une république appelée République de Nouvelle-Grenade. Une nouvelle constitution est adoptée le 29 février 1832 qui établit un régime présidentiel et le général Francisco de Paula Santander, de retour d'exil, est élu président par le Congrès à titre provisoire. Santander est réélu en 1833 pour quatre ans, jusqu'au 1er avril 1837, date à laquelle son poulain le général José María Obando est battu par José Ignacio de Márquez.

## Guerre civile

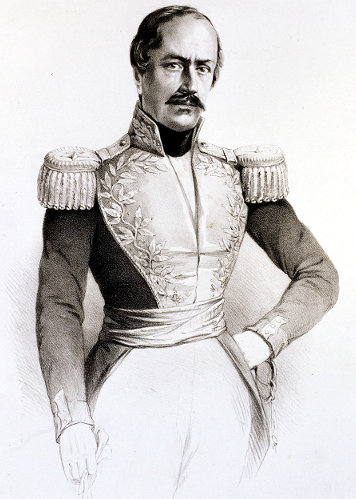
Le général Obando.

L'étincelle qui démarre la réaction en chaîne est la décision du Congrès de supprimer les couvents mineurs de la région de Pasto. Cette décision provoque le 30 juin le soulèvement de la population très catholique de la région, avec le soutien des fédéralistes libéraux auxquels il sert de prétexte et du général Juan José Flores, dirigeant de l'Équateur voisin.
Les santandéristes espéraient que le président, José Ignacio de Márquez, nommerait José María Obando à la tête de la force militaire chargée de mâter la rébellion, car ce commandement le mettrait en bonne position pour l'élection suivante. Mais le président nomme le général Pedro Alcántara Herrán.
Le 31 août 1839 à Buesaco, Herrán met en déroute la force principale des insurgés de Pasto. La réduction des dernières poches de résistance conduisent à la capture de José Erazo.
José Erazo, ex-guérillero obandiste connu pour posséder la maison où Antonio José de Sucre mourut assassiné en 1830. Selon la version du gouvernement, celui-ci dénonça ses complices avec lesquels il avait monté cet assassinat, le commandant Antonio M. Alvárez, chef militaire des insurgés, et le général José María Obando, probable candidat du parti d'opposition aux prochaines élections présidentielles.
Obando est forcé de quitter Bogota. Il se dirige vers Pasto et rejoint la rébellion. La mort de Francisco de Paula Santander en mai 1840 fait d'Obando le chef de l'opposition. Celui-ci sort de Pasto et démarre une insurrection en juillet 1840.
La forte probabilité que l'insurrection d'Obando gagne le reste du pays pousse le président Márquez à accepter l'aide militaire du général Juan José Flores, dirigeant de l'Équateur voisin, lui promettant des concessions territoriales. Les forces combinées de Flores et Herrán ont tôt fait de défaire Obando mais c'est une victoire à la Pyrrhus pour Márquez car l'opposition ne se gêne pas pour faire remarquer l'intervention étrangère et les compromissions qui en découlent.

## Président de la République
Les deux généraux ayant mâté la rébellion, Pedro Alcántara Herrán et Tomás Cipriano de Mosquera, en retirent un grand prestige et une grande influence, ce qui leur permettra d'occuper la présidence respectivement entre 1841 et 1845 et entre 1845 et 1849. Les divergences d'opinions mises en exergue par la guerre entre les bolivaristes et les santandéristes se traduisent par la constitutions des deux partis qui régenteront à tour de rôle la vie politique colombienne pendant plus d'un siècle, le parti libéral, créé en 1848, et le parti conservateur, créé en 1849. Leurs luttes opiniâtres seront la source de nombreuses autres guerres civiles.
En 1854, les libéraux sont au pouvoir en la personne du président José María Obando, qui a succédé à José Hilario López en avril 1853 face à Tomás de Herrera. Une nouvelle constitution a été adoptée en 1853, qui amorce un virage idéologique pour le pays reflétant les idées libérales.
En mars 1854, le général José María Melo, à la tête de la garnison de Bogota, est accusé de meurtre, ce qui le pousse à la rébellion armée contre le gouvernement d'Obando. Le 17 avril 1854, il dissout les Chambres, abolit la constitution et enferme le président. Lorsqu'il proclame la dictature, le pays se soulève.

## Après la présidence
Avant la mise en détention du président Obando, le gouvernement et le Congrès se sont rendus à Ibagué pour lutter contre la dictature à la demande du vice-président José de Obaldía.
En de nombreux endroits du pays, des soulèvements éclatent contre la dictature. L'ancien président José Hilario López, commandant de l'Armée du sud, bat les mélistes de Cali, Buenaventura et Cartago.
Les forces combinées de Pedro Alcántara Herrán, Tomás Cipriano de Mosquera et López parviennent à vaincre les forces de Melo à Bogotá le 4 décembre 1854. L'acte de reddition est signé dans l'actuel parc Santander.